# Sant Quirze de Besora
Sant Quirze de Besora är en kommun i Spanien.   Den ligger i provinsen Província de Barcelona och regionen Katalonien, i den östra delen av landet, 500 km öster om huvudstaden Madrid. Antalet invånare är 2 187. Arean är 8,1 kvadratkilometer. Sant Quirze de Besora gränsar till Montesquiu, Santa Maria de Besora, Sant Pere de Torelló, Orís och Sora. 
Terrängen i Sant Quirze de Besora är kuperad åt nordost, men åt sydväst är den platt.